# Hollandse Herdershond
Der Hollandse Herdershond (deutsch übersetzt: Holländischer Schäferhund) ist eine niederländische Hunderasse. Sie wird von der FCI seit 1960 anerkannt (FCI-Gruppe 1, Sektion 1, Standard Nr. 223). Vom AKC wird die Rasse seit 2017 anerkannt und gehört zur Miscellaneous Class.

## Herkunft und Geschichtliches
Der Hollandse Herdershond hat mit dem Belgischen Schäferhund gemeinsame Wurzeln, beide Rassen stammen aus der gleichen Region. Nachdem Belgien sich im 19. Jahrhundert von den Niederlanden getrennt hatte, teilte die Grenze auch die bis dahin einheitliche Gebrauchshundepopulation auf, ohne dass diese sich wesentlich veränderte, da die Ansprüche an die Hunde die gleichen blieben. Erst 1960 wurde der Hollandse Herder von der FCI anerkannt. Heutzutage ist die niederländische Rasse sehr selten. Im Jahr 2007 wurden in Deutschland 54 Welpen geworfen, nachdem es in den Jahren zuvor jeweils etwa 30 bis 40 Welpen gewesen waren. Ab April 2012 wurde die Hunderasse vom AKC für eine mögliche Anerkennung im Foundation Stock Service geführt, seit 1. Januar 2017 ist er anerkannt und gehört zur Miscellaneous Class.

## Beschreibung
Die Körpergröße am Widerrist beträgt bis 62 cm bei einem Gewicht von ca. 30 kg (Rüden). Verschiedene Fellvariationen werden gezüchtet: Kurzhaarig (eig. Stockhaar), Langhaarig (Langstockhaar), Rauhhaarig.
Kurz- und Langhaarige Herder sind gold- und silbergestromt – von sehr hell über mittel bis sehr dunkel. Rauhhaarige sind neben gold- und silbergestromt auch blaugrau oder pfeffer- und salzfarben. Die Ohren der Hunde sind groß und aufrecht stehend sowie sehr beweglich.

## Wesen
Vom Zuchtverband wird der Hollandse Herdershond als anhänglich, folgsam, wachsam, arbeitsfreudig, anspruchslos, von großer Ausdauer, stets aufmerksam, aktiv und „mit den Eigenschaften eines echten Schäferhundes ausgestattet“ beschrieben.
Im Vergleich zum Belgischen Schäferhund soll die Rasse toleranter gegenüber Artgenossen sein. Mit dem Belgier gemeinsam hat er seine Sensibilität, eine harte Hand verträgt er nicht.
Den drei Varietäten wird, auch dies eine Parallele zum Belgischen Schäferhund, ein unterschiedliches Wesen nachgesagt: die kurzhaarige Variante wird als „triebiger“ angesehen und deswegen als eher für den Schutzdienst geeignet betrachtet, die lang- und rauhhaarigen Schläge sollen freundlicher, ruhiger und verträglicher untereinander sein. Allen drei Varietäten gemeinsam ist die Freude am Hundesport oder der Rettungsarbeit, wobei der Langhaarige Holländische Schäferhund im Schutzhundesport eher selten anzutreffen ist.

## Verwendung
Hollandse Herdershond finden Verwendung als Schutzhund, Begleithund, Hütehund, Rettungshund, Polizeihund und Therapiehund, auch für den Hundesport.

## Rechtslage
Der Holländische Schäferhund steht seit 1. April 2009 im Schweizer Kanton Tessin auf der Rasseliste der potentiell gefährlichen Hunderassen; die Haltung ist dort bewilligungspflichtig.